# Синара (группа компаний)
Гру́ппа «Сина́ра» — российский многоотраслевой холдинг. Приоритетные бизнес-направления холдинга — транспортное машиностроение, финансовые услуги, девелопмент.
Центральный офис холдинга расположен в городе Екатеринбург. Холдинг занимает 64 место в рейтинге крупнейших частных компаний России на 2020 год по версии журнала Forbes.
В сентябре 2021 года Sinara Financial Corporation, входящая в группу «Синара», приобрела зарегистрированную на Кипре инвестиционную компанию Think Wealth Ltd, которая под брендом Sinara Financial Corporation (Europe) будет оказывать услуги консалтинга, доверительным управлением, высокочастотной торговлей, брокерскими и иными финансовыми сервисами в рамках расширения географии бизнеса группы.
В декабре 2021 года группа «Синара» приобрела у Газпромбанка 99,9% оператора бизнеса технических газов OOO «КриоГаз» в рамках новой ESG-стратегии по диверсификации бизнеса группы, в феврале 2022 года сделка объёмом 20 млрд рублей была закрыта.
Название группы дано по южно-уральской реке Синара, название которой в свою очередь на башкирском означает дерево платан.

## Развитие транспортного машиностроения
- 2004 год — создание Уральского завода железнодорожного машиностроения (УЗЖМ) на базе одной из промышленных площадок ПО «Уралмаш» (Верхняя Пышма, Свердловская область).[7]
- 2007 год — учреждение дивизионального холдинга ОАО «Синара-Транспортные Машины» (СТМ объединяет ОАО «Людиновский тепловозостроительный завод», ООО «Центр инновационного развития СТМ», ООО «СТМ-сервис»).[8]
- 1 июля 2010 года на Урале в городе Верхняя Пышма начало действовать новое предприятие — ООО «Уральские локомотивы», созданное Группой «Синара» и концерном Siemens. Предприятие серийно выпускает грузовые магистральные электровозы серий 2ЭС6 («СИНАРА») и 2ЭС10 («ГРАНИТ»).[9]
- В марте 2011 года ООО «Аэроэкспресс» и ООО "Уральские локомотивы (СП Группы «Синара» и концерна «Сименс») создали совместное предприятие по производству скоростных поездов «Дезиро». Между ОАО «РЖД» и Группой Синара подписан контракт на поставку 1200 вагонов электропоездов до 2020 года. Согласно планам, локализация производства к 2017 году составит 80 %.[10][11]
- Декабрь 2011 года — создание инжинирингового подразделения холдинга «Синара-Транспортные Машины» — ООО «Центр инновационного развития СТМ» (ЦИР СТМ, резидент Инновационного центра Сколково).
- 2011 год — создание компании по сервисному обслуживанию локомотивов ООО «СТМ-Сервис»[12]
- В 2013 году на заводе «Уральские локомотивы» запущено производство современных электропоездов «Ласточка». В этом же году холдинг «Синара-Транспортные Машины» создал СП с испанской группой CAF по выпуску легкорельсового транспорта и приобрёл контрольный пакет Калужского завода путевых машин и гидроприводов.
- Май 2021 года — структура Холдинга «Синара –Транспортные Машины» заключила концессионное соглашение о создании и эксплуатации трамвайной сети Таганрога. На Усть-Катавском вагоностроительном заводе начали производить вагоны 71-628 и 71-628М.[13] Была создана дочерняя компания «Синара - ГТР Таганрог». Начата модернизация городской трамвайной сети Таганрога.[14] В сентябре 2022 года новые трамваи введены в эксплуатацию в Таганроге.[15][16]
- 2022 год — начато производства троллейбусов, автобусов и электробусов под маркой «Синара» в едином кузове[17]. Новый троллейбус (Синара-6254) и электробус (Синара-6253) были представлены на международной выставке в Москве.[18] В ноябре 2022 года начались заводские испытания электробуса в Санкт-Петербурге совместно с СПб ГУП «Пассажиравтотранс»[19]. Площадка для серийного производства располагается на территории Челябинского трубопрокатного завода (ТМК) и будет запущена в I квартале 2023 года[20]. В марте 2023 года в Челябинске был открыт завод по производству колёсного электрического транспорта.[21] С сентября 2023 года новые троллейбусы вышли на маршруты в Калининграде, десять троллейбусов введены в тестовом режиме в Челябинске.[22][23]
- 2023 год — В рамках года планируется выпустить опытный образец полностью российского аналога электропоезда «Ласточка». Проект совместно реализуют холдинговая группа «Синара – транспортные машины» и «РЖД».[24] В декабре 2023 года на Свердловской железной дороге (СвЖД) введён в эксплуатацию  импортозамещенный аналог «Ласточки» — электропоезд ЭС104 «Финист».[25] Завод «Уральские локомотивы» передал в эксплуатацию первый грузовой магистральный электровоз с отечественным асинхронным тяговым приводом 3ЭС8 «Малахит».[26] На базе электровоза 3ЭС8 разрабатываются перспективные разработки.[27]
- 2025 год — На выставке Иннопром был представлен первый трамвай. Данная модель имеет самую большую пассажировместимость в своем классе, есть возможность выпуска в двух модификациях: для колеи 1524 мм и 1435 мм (для трамвайной системы Ростова-на-Дону).[28]

## Предприятия группы

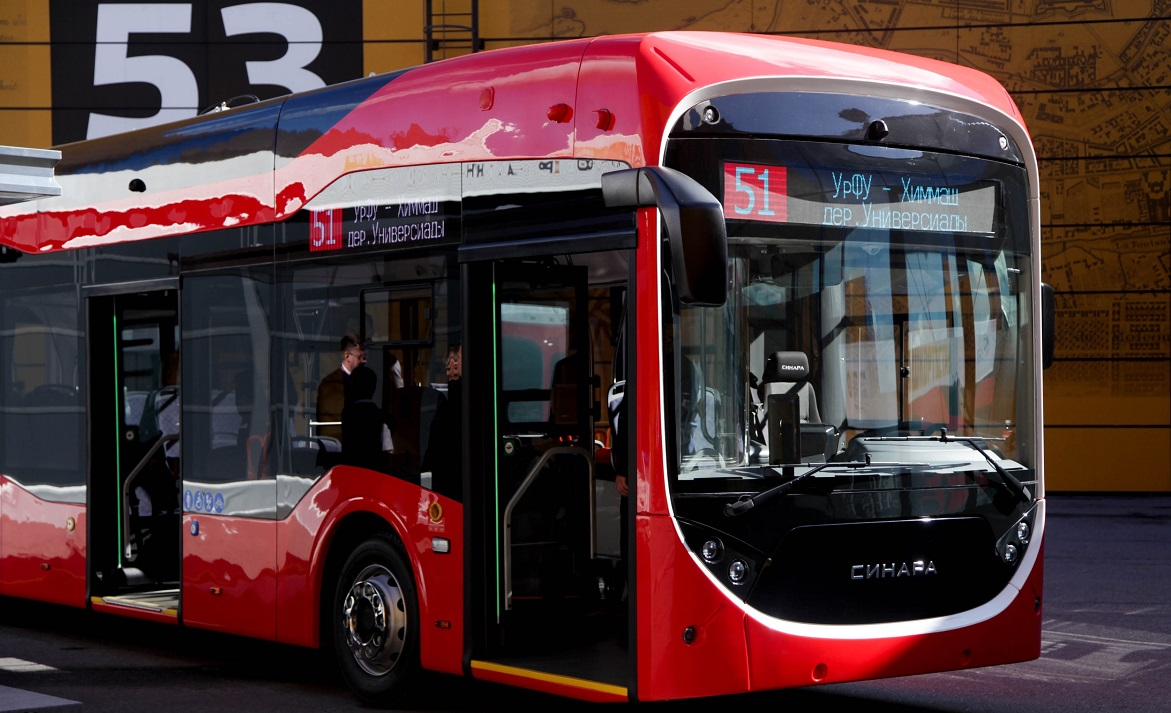
Троллейбус Синара-6254

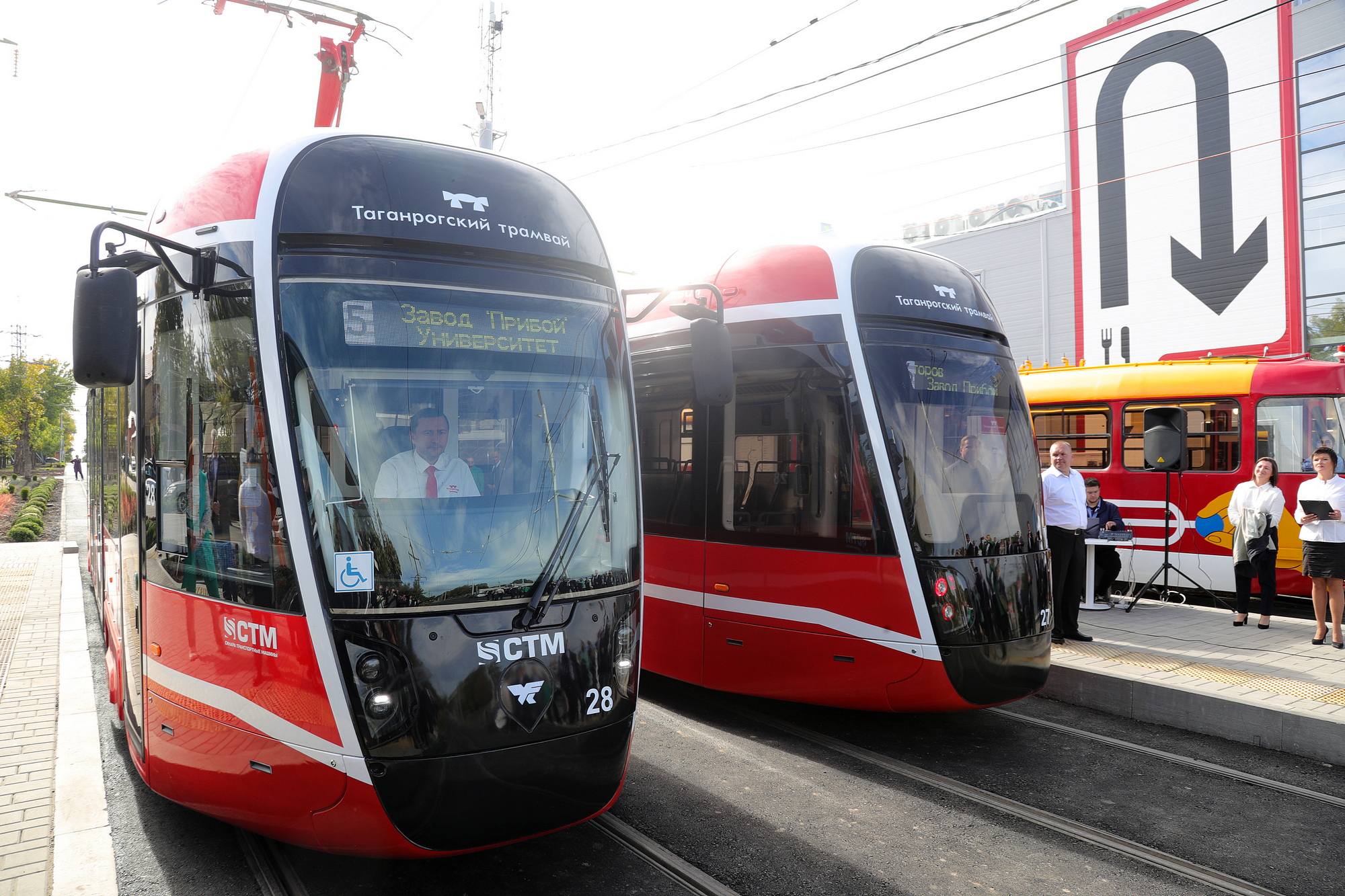
Трамвай 71-628М

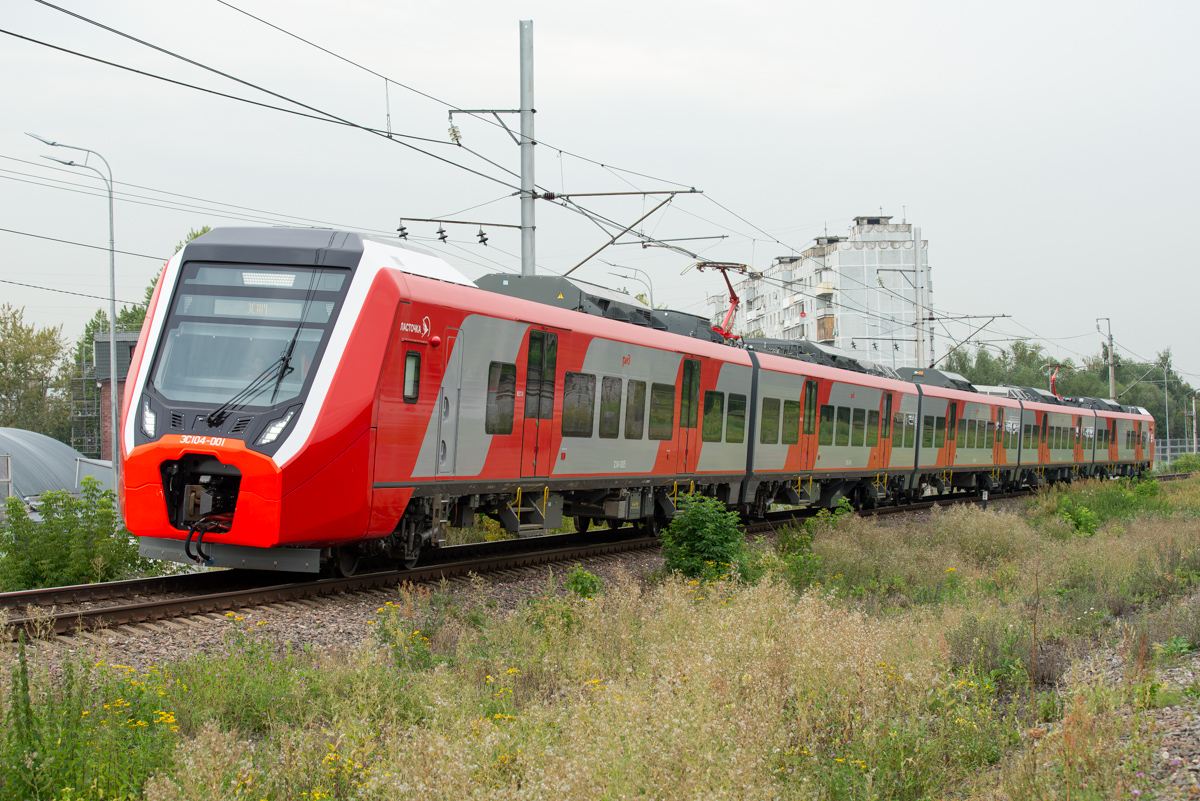
Электропоезд ЭС104 «Финист»

По состоянию на 2023 год группа имеет следующую структуру:
- в области транспортного машиностроения:
- холдинг «Синара — Транспортные Машины» (Екатеринбург), в том числе:
  - АО «Людиновский тепловозостроительный завод» (Людиново);
  - Научно-исследовательский центр СТМ (Москва, Екатеринбург, Людиново, Калуга);
  - Калужский завод путевых машин и гидроприводов (АО «Калугапутьмаш», Калуга);
  - группа РПМ («Ремпутьмаш», Калуга; шесть филиалов по России);
  - ООО «Торговый дом СТМ» (Москва);
  - ООО «СТМ-Сервис» (Екатеринбург);
  - ООО «Новосибирский электровозоремонтный завод» (НЭРЗ, Новосибирск);
  - ООО «РСП-М» (восемь рельсосварочных предприятий, Санкт-Петербург, Ярославль, Энгельс, Красноярск, Хабаровск и другие);
  - ООО «Синара — Городские транспортные решения» (ООО «Синара — ГТР», Москва);
  - ООО «Синара — Городские машины» (ООО «Синара — ГМ», Санкт-Петербург);
  - Челябинский завод городского электрического транспорта (ЧЗГЭТ, Челябинск);
- Уральские локомотивы (Верхняя Пышма);
- ООО «Тяговые компоненты» (Екатеринбург);

- в области финансов:
- ПАО Банк Синара (ранее ПАО «СКБ-банк»; Екатеринбург);
- АО «Газэнергобанк» (Калуга);
- SKB-LAB (ООО «СКБ ЛАБ», Екатеринбург);
- Делобанк (филиал ПАО Банк Синара, Екатеринбург);

- в области строительства:
- холдинг «Синара-Девелопмент» (Екатеринбург);
- ООО «Фирма «Ком-Билдинг» (Волгоград);
- ООО «Синатом» (Екатеринбург);

- в области комплексных поставок:
- ООО «КриоГаз» (Москва; восемь площадок компании расположены в семи регионах страны; не следует путать с балашихинским ООО «КриоГаз» из состава АО «Криогенмаш»);
- ООО «Синарастройкомплект» (Екатеринбург);

- в области туристического бизнеса:
- пансионат отдыха «Бургас» (Сочи (Кудепста));
- гостиничный комплекс «Романтик»;
- проект всесезонного туристско-рекреационного комплекса «Архыз» (Карачаево-Черкесская Республика);

- в области агробизнеса:
- агрохозяйство АО «Каменское» (Свердловская область);

- в области энергетического бизнеса:
- АО «Синэрго».
- Сервисное локомотивное депо "Аркаим" на станции  Карталы-1 Челябинская область

## Санкции
12 июня 2024 года, на фоне российского вторжения на Украину, холдинг «Синара — транспортные машины» попал в блокирующий санкционный список США против сектора оборонной промышленности, так как он «занимается реализацией, ремонтом и техническим обслуживанием автомобилей, в том числе гусеничных, и работает с Правительством РФ».

## Показатели
Выручка группы «Синара» по итогам 2022 года выросла до 8,36 млрд рублей (в 2021 году — 2,85 млрд рублей). Чистая прибыль составила 9,65 млрд рублей (рост в 132% по сравнению с прошлым годом). Доходы от участия в других организациях выросли до 10,9 млрд рублей (в 2021 году — 1,3 млрд рублей). Себестоимость продаж группы составила 3,49 млрд рублей (1,65 млрд рублей в 2021 году).
Рейтинговое агентство АКРА в 2024 году присвоило АО «Группа Синара» рейтинговую оценку AA-(RU) со стабильным прогнозом, в 2025 году рейтинг был подтверждён.